# Nuvuk Islands
Nuvuk Islands är öar i Kanada.   De ligger i territoriet Nunavut, i den östra delen av landet, 1 900 km norr om huvudstaden Ottawa. Arean är 1,9 kvadratkilometer.
Terrängen på Nuvuk Islands är mycket platt. Öns högsta punkt är 30 meter över havet. Den sträcker sig 2,2 kilometer i nord-sydlig riktning, och 1,6 kilometer i öst-västlig riktning.
Trakten runt Nuvuk Islands består i huvudsak av gräsmarker. Trakten runt Nuvuk Islands är nära nog obefolkad, med mindre än två invånare per kvadratkilometer.